# Tweeling

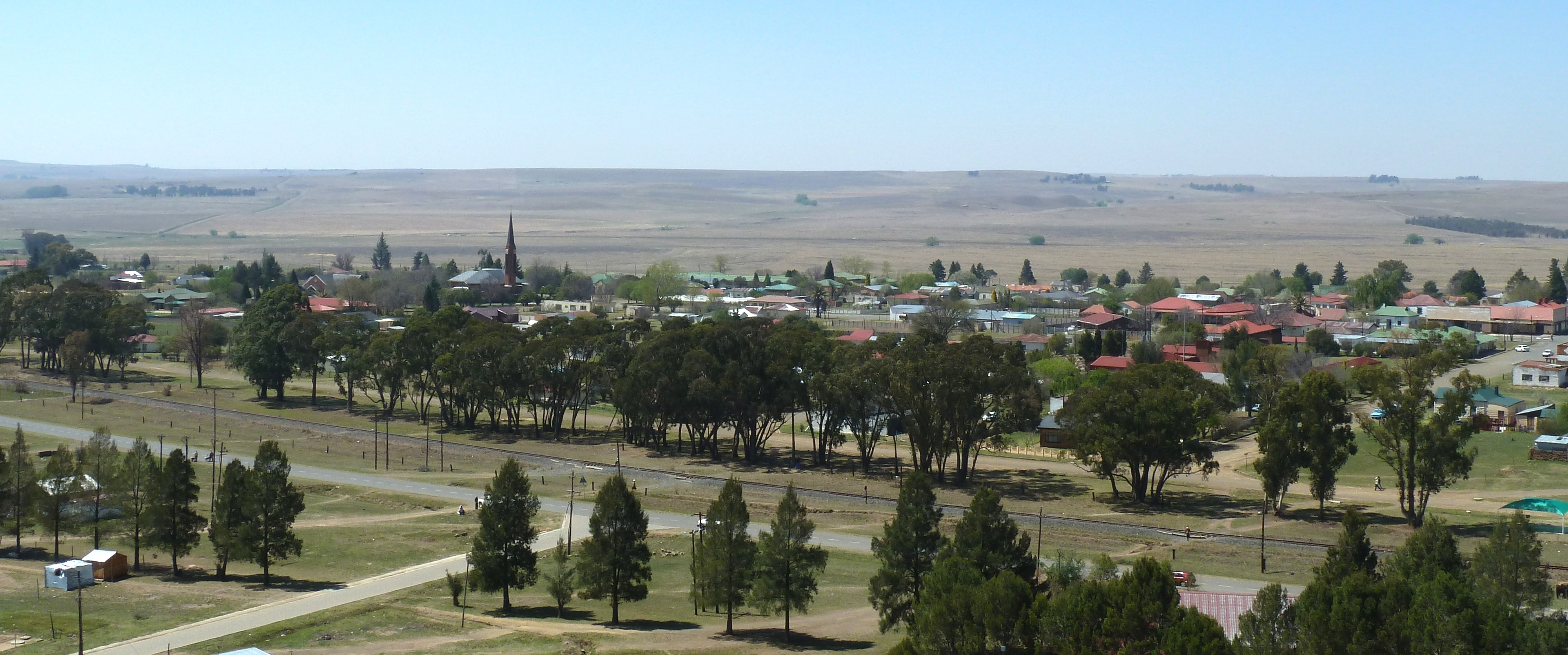

Tweeling este un oraș din Africa de Sud.